# Zotty
Zotty ist ein Produktname der Spielwarenfirma Steiff in Giengen an der Brenz. Es handelt sich dabei um einen Plüschbären, der seit 1951 hergestellt wird, und der in verschiedenen Ausführungen und Größen seitdem immer wieder im Programm der Firma erscheint. Charakteristisch sind ein dickes, zotteliges Fell oft aus Mohair-Plüsch, ein großer runder Kopf mit offenem Maul, sowie ein farblich abgesetztes, meist pfirsichfarbenes Brustfell. Die übrige Fellfarbe erinnert bei den meisten Ausführungen an das silbern-braune Fell des Grizzlys. 1960 bis 1961 wurde der Bär auch in der Grundfarbe weiß und zwei Größen produziert. Zottys sind gegliedert, d. h. Arme, Beine und Kopf sind beweglich. Viele Bären, insbesondere die größeren, sind mit einer Druckstimme oder einer Kippstimme (auch Brummstimme genannt) ausgestattet. Seit ihrer Markteinführung sind die Zottys sehr beliebt, und auch heute noch sind gut erhaltene Bären, besonders die weißen Exemplare, gefragte Sammlerobjekte.